# ورق العنب

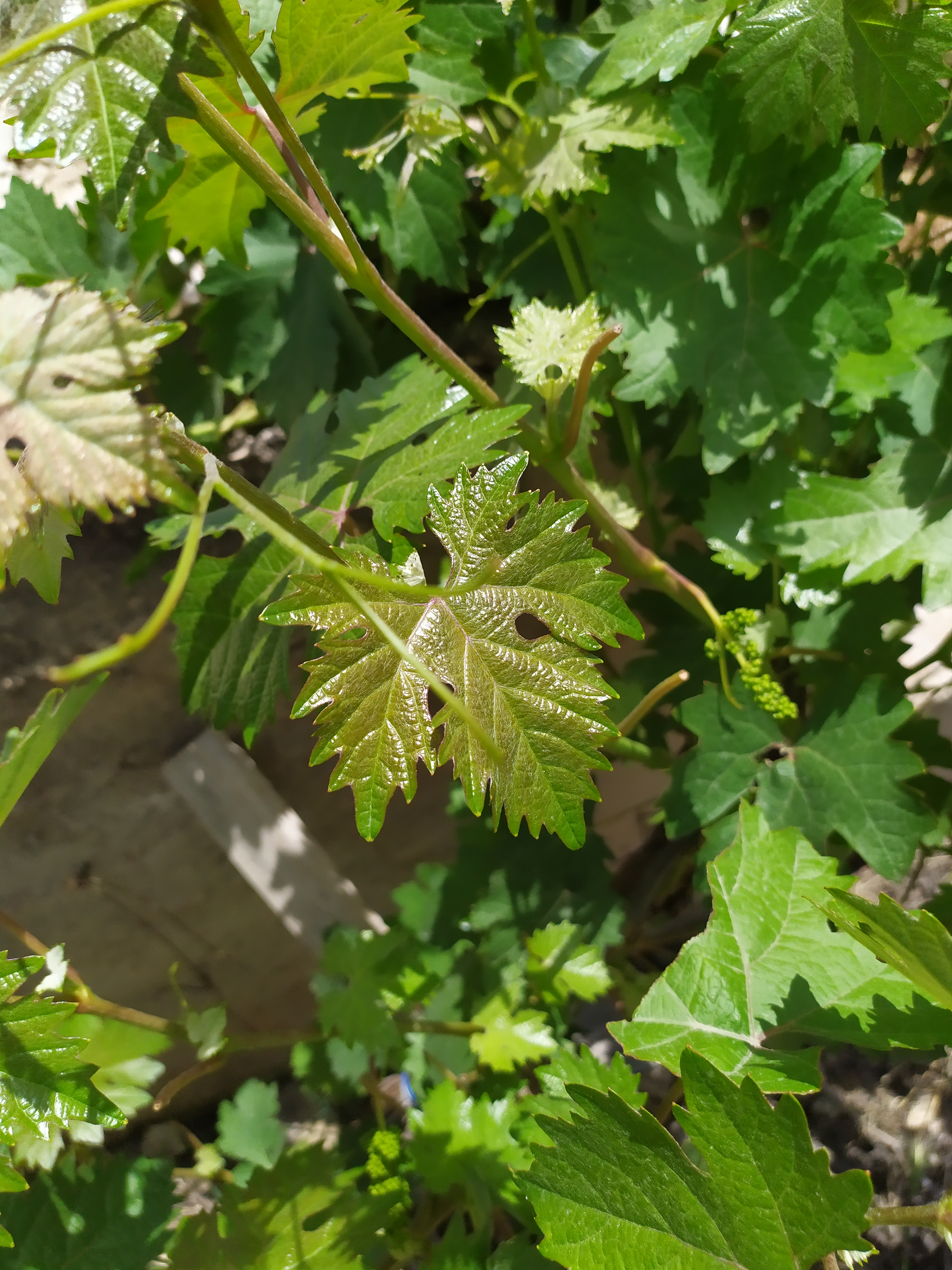
ورق أشجار العنب

ورق العنب (أو يبرق أو ورق الدوالي أو ورق العريش اللبناني أو الدولمة أو الضُّلمة أو اليَلنجي أو الملفوف) هو طبق مكون من أوراق عنب ملفوفة ونباتات أخرى محشية بالأرز والخضروات والبهارات واللحم أحياناً وغيرها. يعود أصل هذا الطبق إلى تركيا حيث كان يطبخ أيام الدولة العثمانية عبر حشو ورق العنب بالأرز والتوابل واللحم المفروم. ومنها انتقل إلى دول أخرى في المنطقة مثل سوريا ولبنان والأردن وفلسطين والعراق ومصر وإلى القوقاز والبلقان واليونان.
يُحشى ورق العنب بالخضار (الجزر والكوسا والبصل والبطاطا والفلفل) والرز واللحم المفروم والمطيبات والبهارات وتطبخ بمرق أحمر أما في مصر فيتكون عمومًا من ورق العنب أو الملفوف (الكرنب) أو الباذنجان أو الكوسا وتحشى بخلطة الأرز. أما سوريا فتشتهر بتقديم نوعين من ورق العنب: الأول هو اليبرق ويكون محشوا بالأرز واللحم، أما الثاني فهو اليالنجي الذي يكون خاليا من اللحم، فيستخدم الأرز والخضراوات فقط.
في 6 ديسمبر عام 2017 أدرج «تقليد إعداد واقتسام ورق العنب (دولمة) مؤشر الهوية الثقافية» في أذربيجان ضمن القائمة التمثيلية للتراث الثقافي غير المادي لليونسكو.
في السعودية «كبيبة حائل» هي عبارة عن محشي ورق عنب لُفَّت بطريقة أشبه بالمكعب بدل الأسطوانية المشهورة، إضافة إلى حشوة الأرز والخضار تشتهر الكبيبة بكونها حارّة؛ لإضافة الفلفل الأحمر الذي تشتهر به المنطقة.
أما في العراق فهي تُعتبر موروثاً شعبياً ومن أشهر الأكلات الشعبية هناك.

## التسمية
دولمة كلمة تركية معناها الامتلاء والتحشية، و يلانچي دولمة (وتعني بالتركية: «الدولمة الكاذبة») وهي دولمة ليس في حشوها لحم. وأما اسم يبرق فيعود إلى اللغة التركية أصلها ياپراق أو يپراق والتي تعني ورق الشجر عمومًا أو ورق الكرمة (العنب) خصوصًا. أما اليالنجي وهو نوع من أنواع ورق العنب الخالي من اللحم أصل تسميته مأخوذ من كلمة تركية بمعنى الكذاب وذلك لخلوّه من اللحمة.
تختلف تسمية ورق العنب بين البلدان، ففي الأردن وفلسطين يسمى بورق العنب أو ورق الدوالي، وفي لبنان يسمى ورق العريش وفي مصر يسمى (محشي ورق العنب). وفي العراق يسمى (الدولما)، وفي دول البلقان يسمى (سارما) أما في سوريا فيسمى (اليبرق) أو (اليالنجي) بحسب المكونات. ينتشر طبق الورق عنب المحشي في المنطقة الشمالية من المملكة العربية السعودية، بينما تشتهر منطقة حائل بطبق يسمى «كبيبة» أو كما تُعرف بـ "كبيبة حايل".

## التاريخ
أخذت الشعوب التي وقعت تحت سيطرة الدولة العثمانية في بلدان البلقان والشرق الأوسط وبعض أجزاء شمال أفريقيا طبق الورق عنب من الأتراك أثناء حكم الدولة العثمانية في القرن الرابع عشر الميلادي. أما في فيتنام فيوجد طبق مشابه يستخدم ورق العنب كمكون رئيسي وهو طبق باو نونغ لالوت (بالفيتنامية: Bò nướng lá lốt، وتعني: لحم البقر المشوي الملفوف بالورق).

## معرض الصور

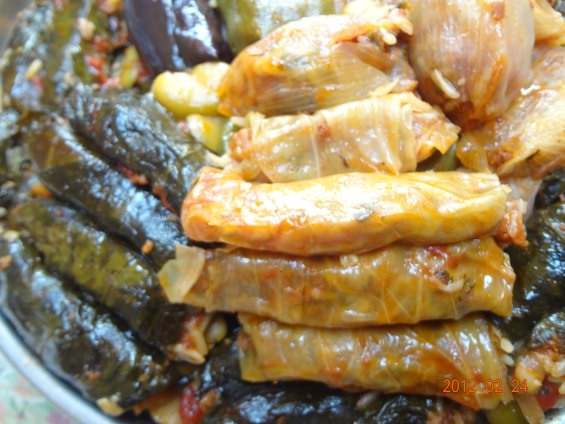
دولمة عراقية على الطريقة المصلاوية
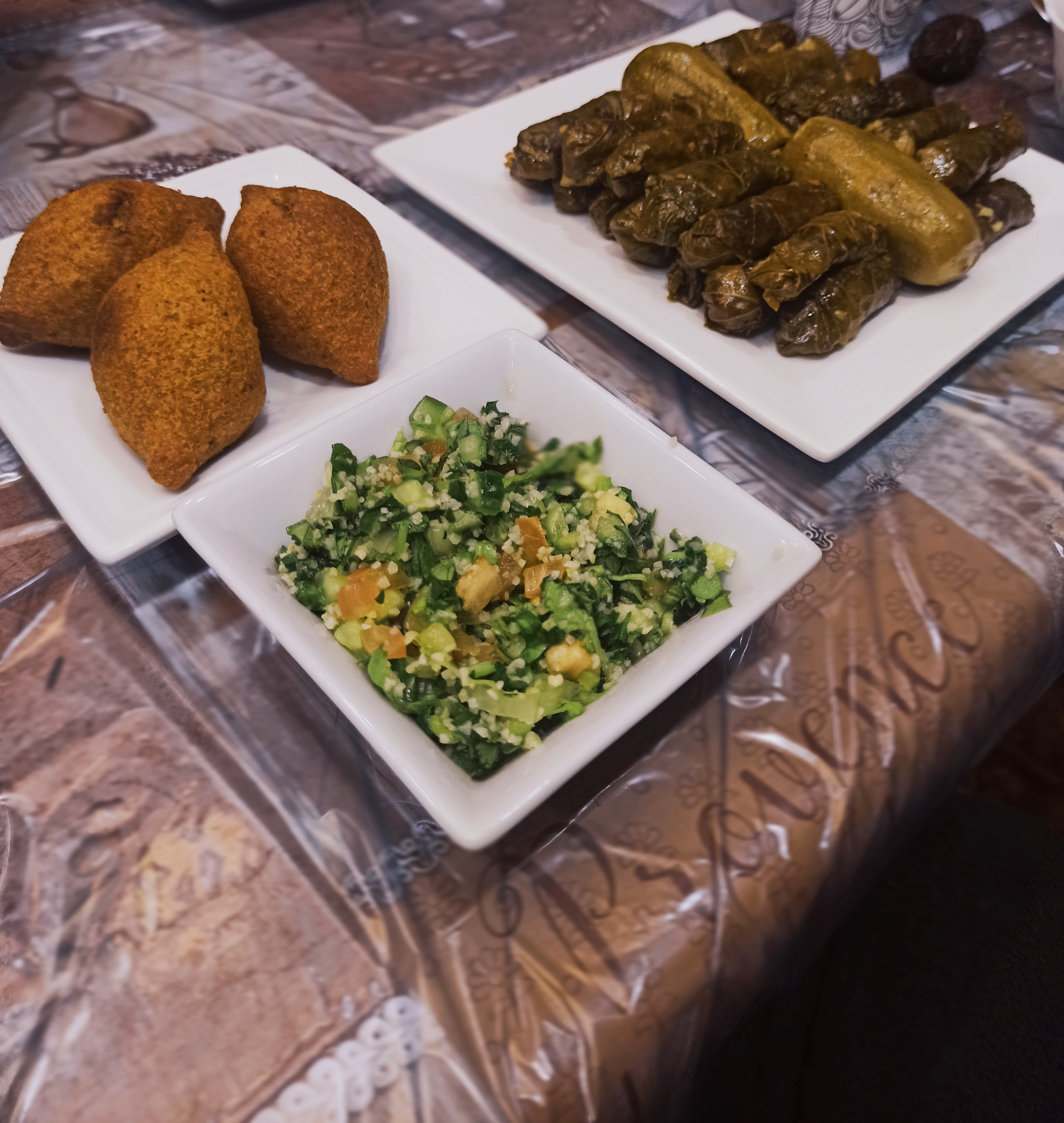
ورق العنب بالطريقة الشامية مع التبولة والكبة المقلية
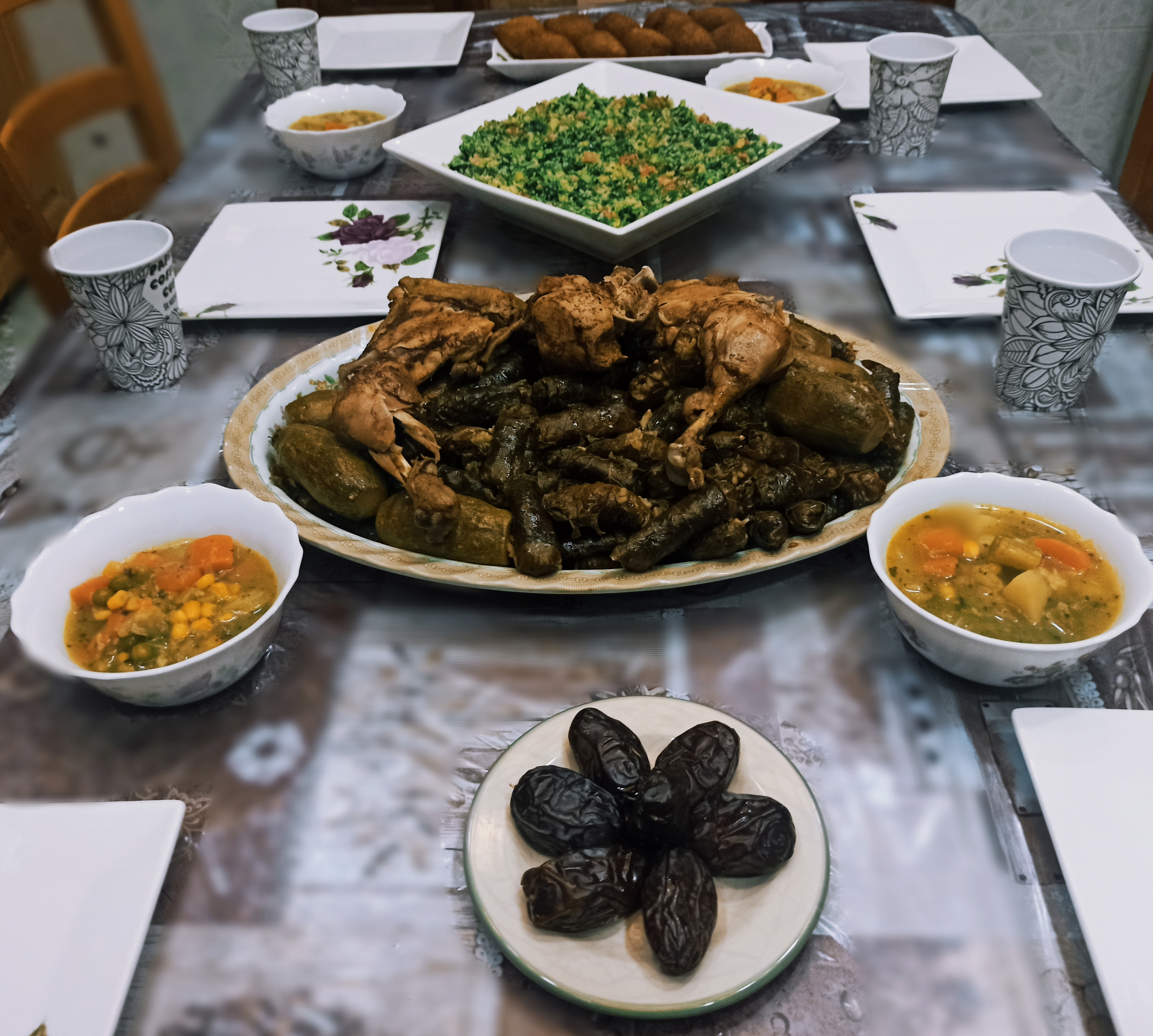
مائدة إفطار في رمضان، مكونة من طبق ورق العنب، وسلطة التبولة، والكبة المقلية بالإضافة إلى حساء الخضار
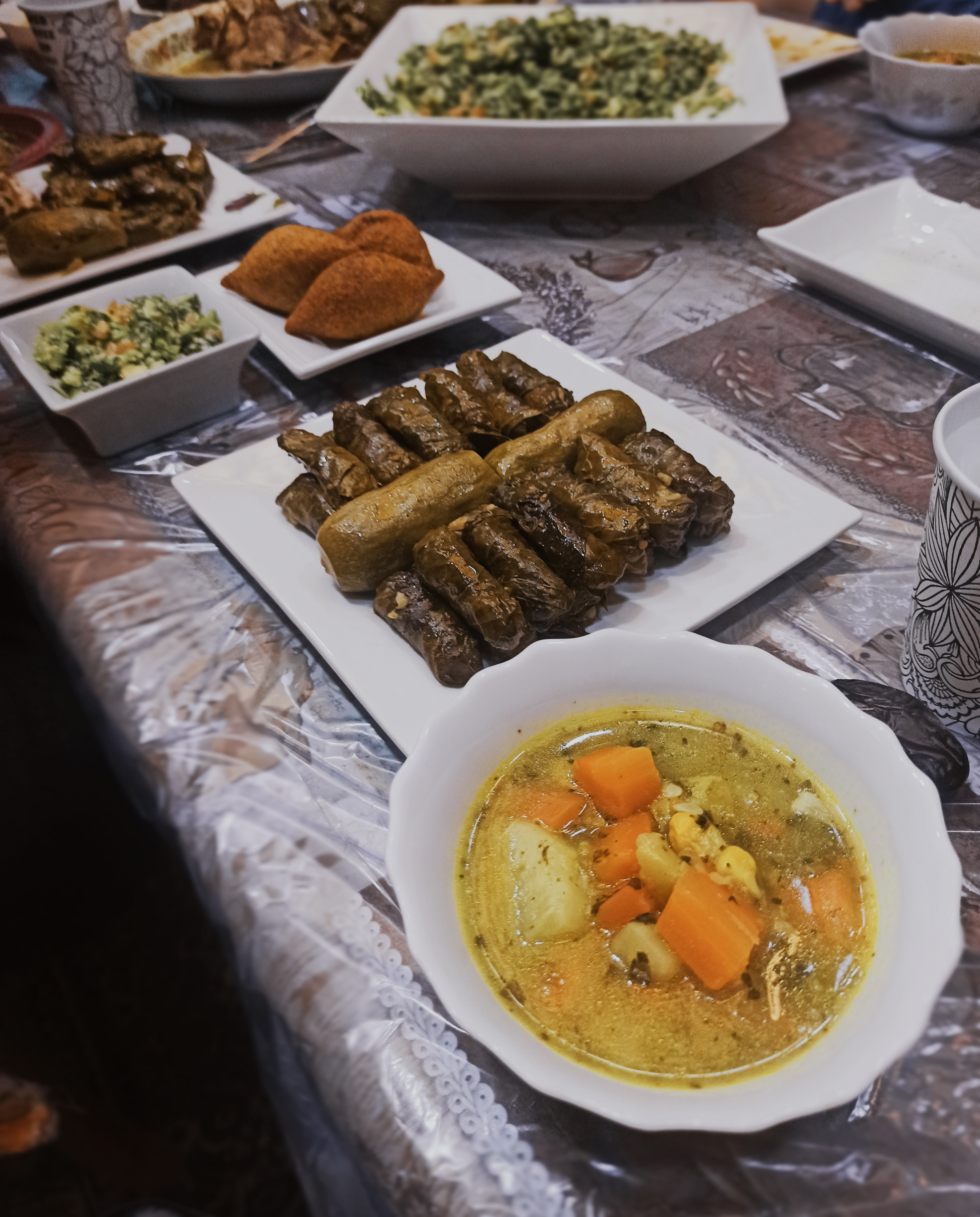
ورق العنب بالطريقة الشامية مع حساء الخضار والتبولة والكبة المقلية
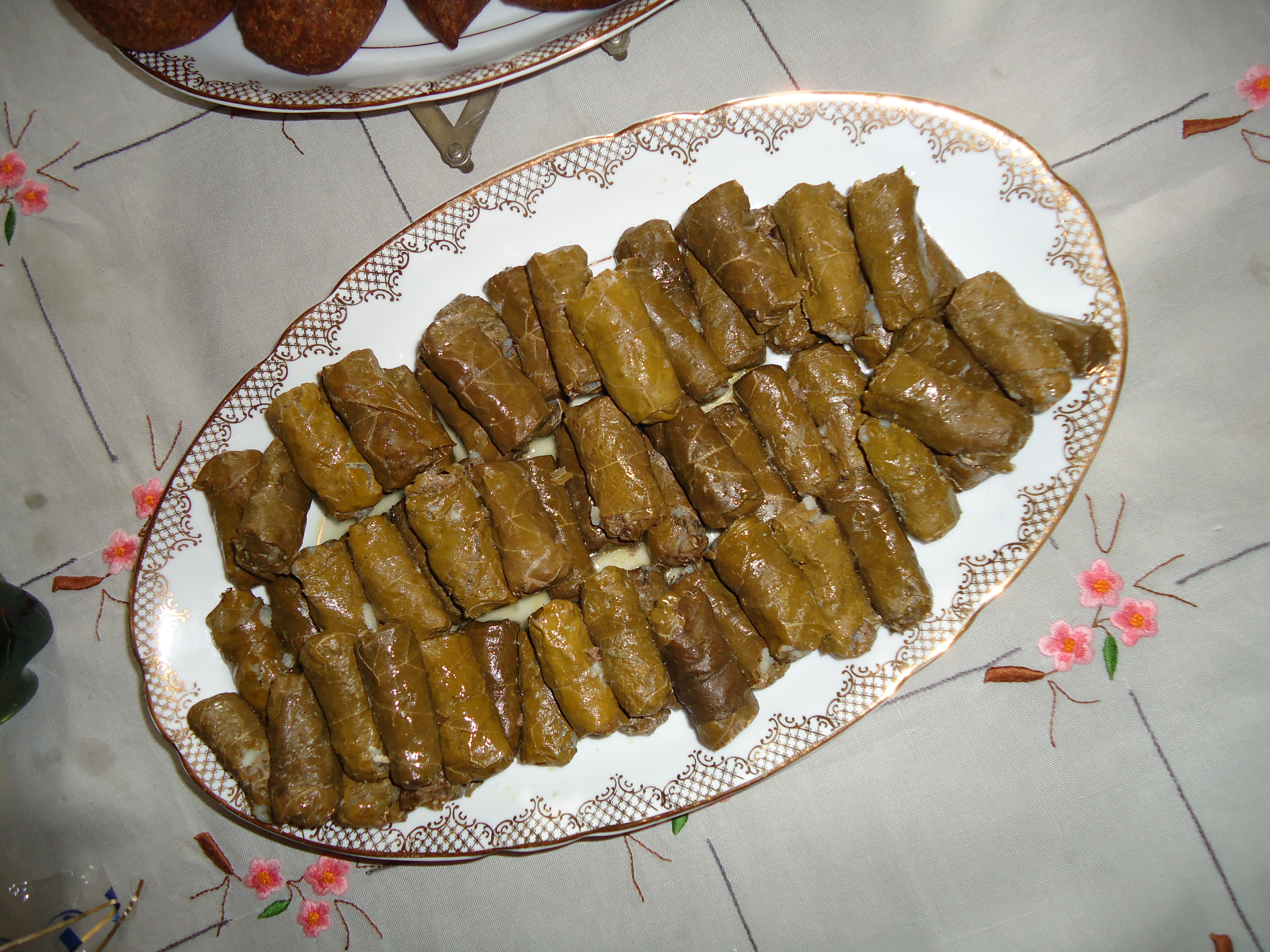
ورق العنب
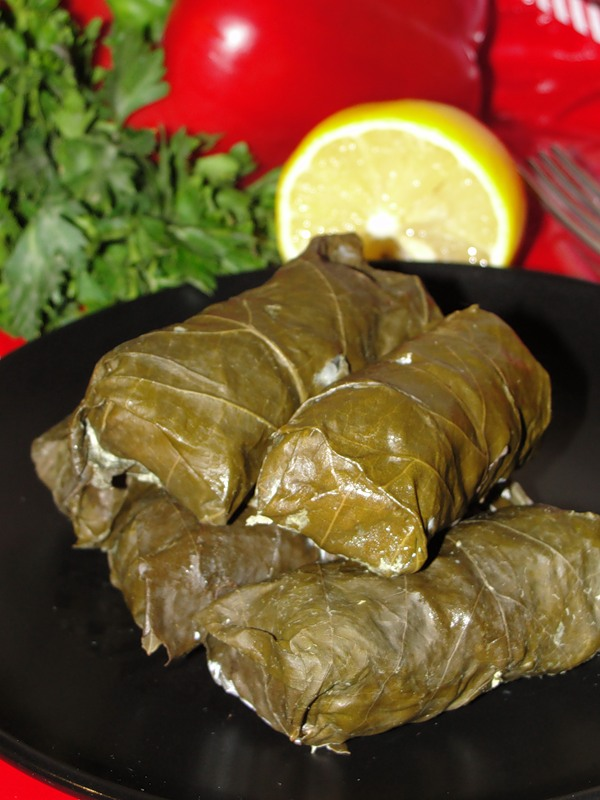
الدولمة الأرمنية
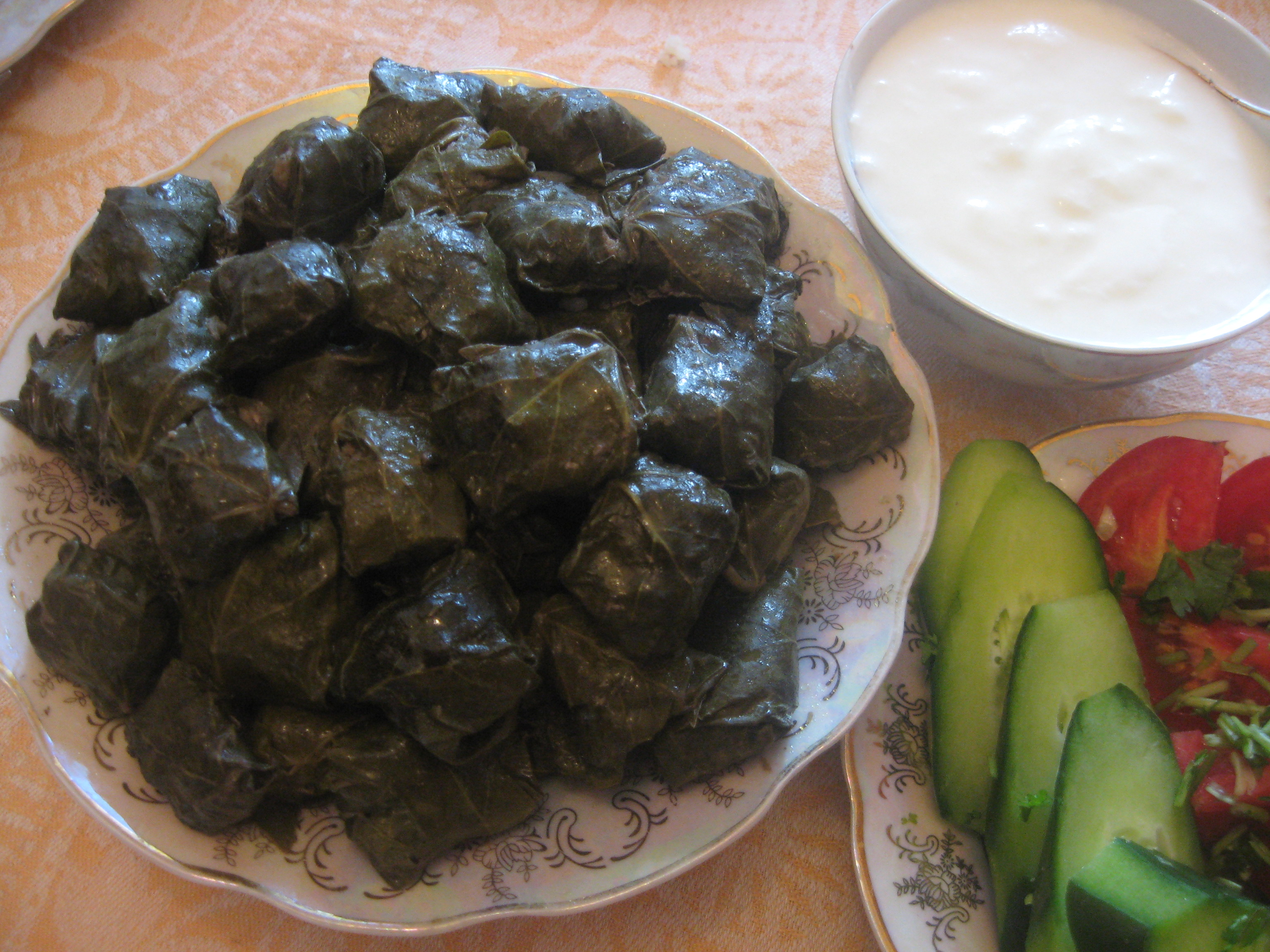
ورق العنب بالطريقة الأذربيجانية
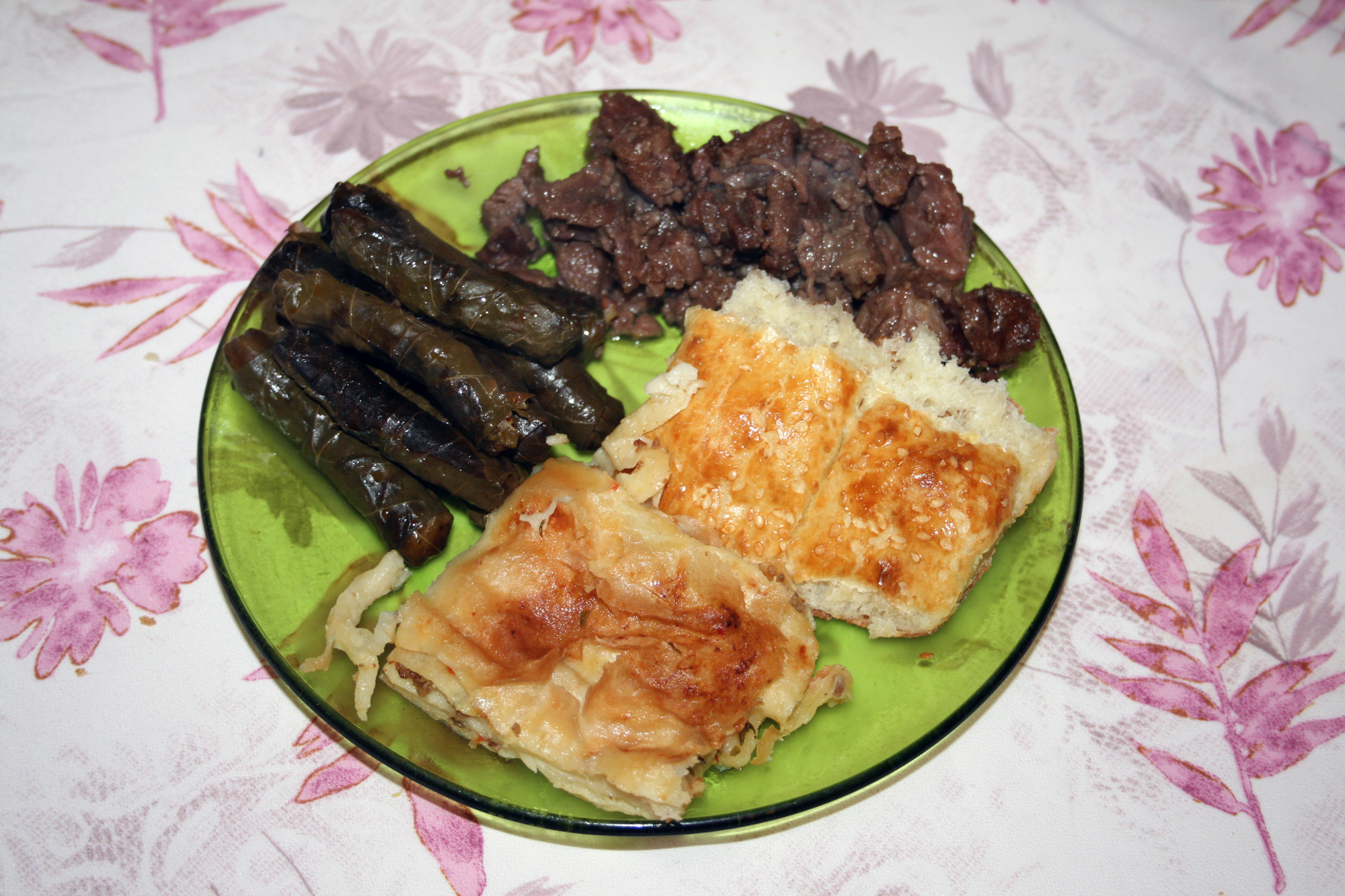
صحن العيد من التراث التركي ويحوي على ورق العنب (الدولمة)
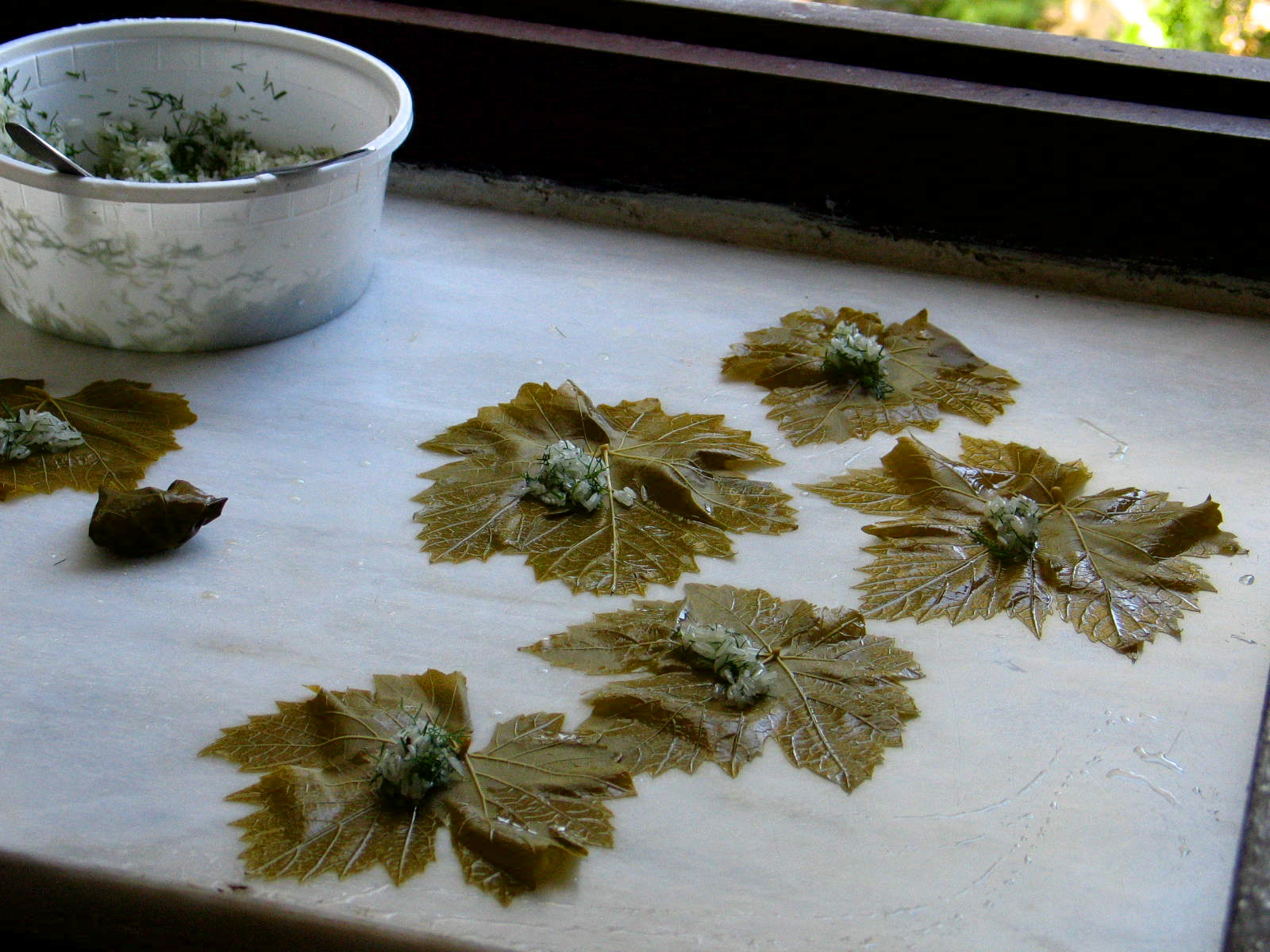
طريقة لف ورق العنب والأرز المتبّل
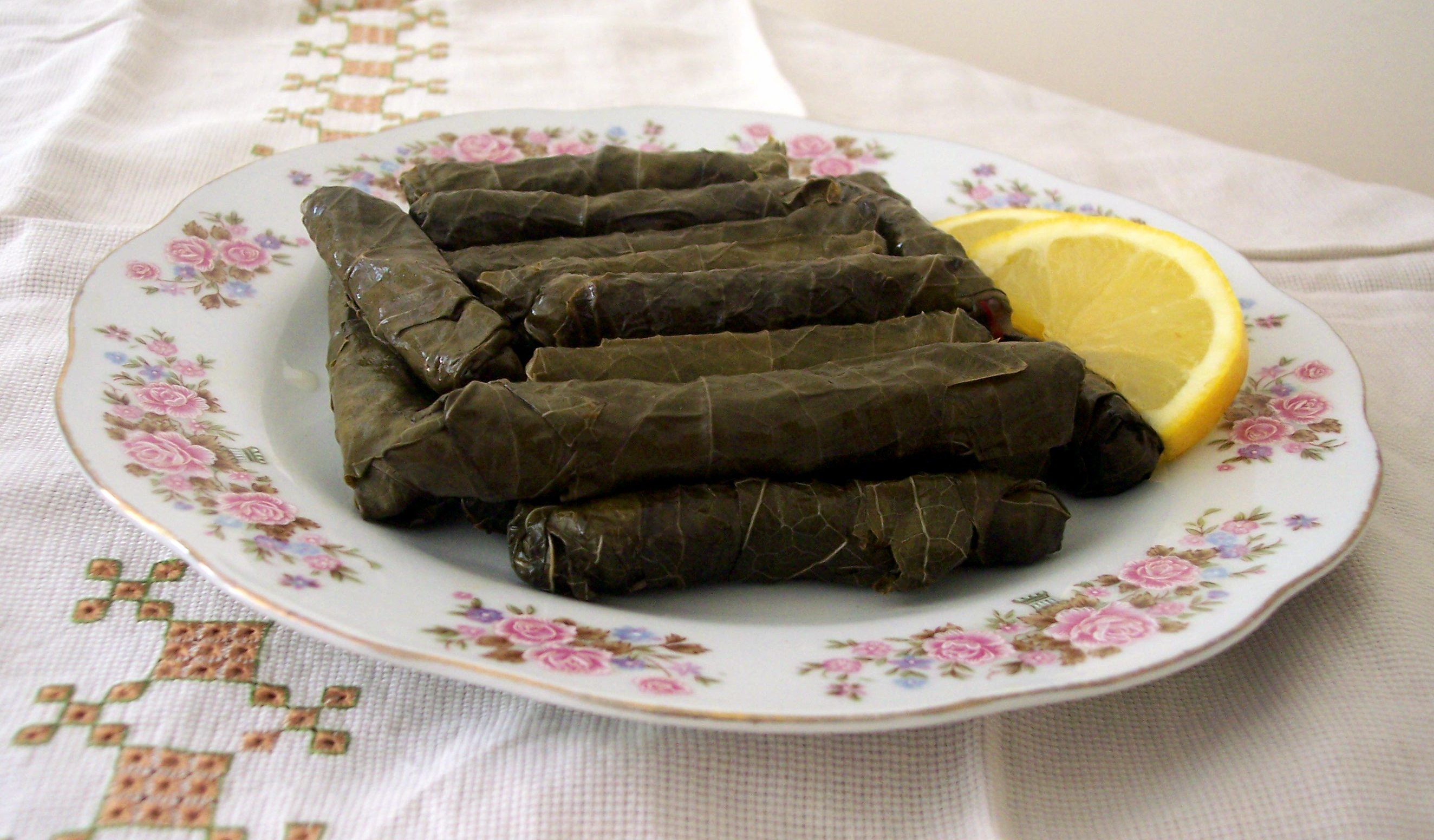
محشي ورق العنب أو الدولمة
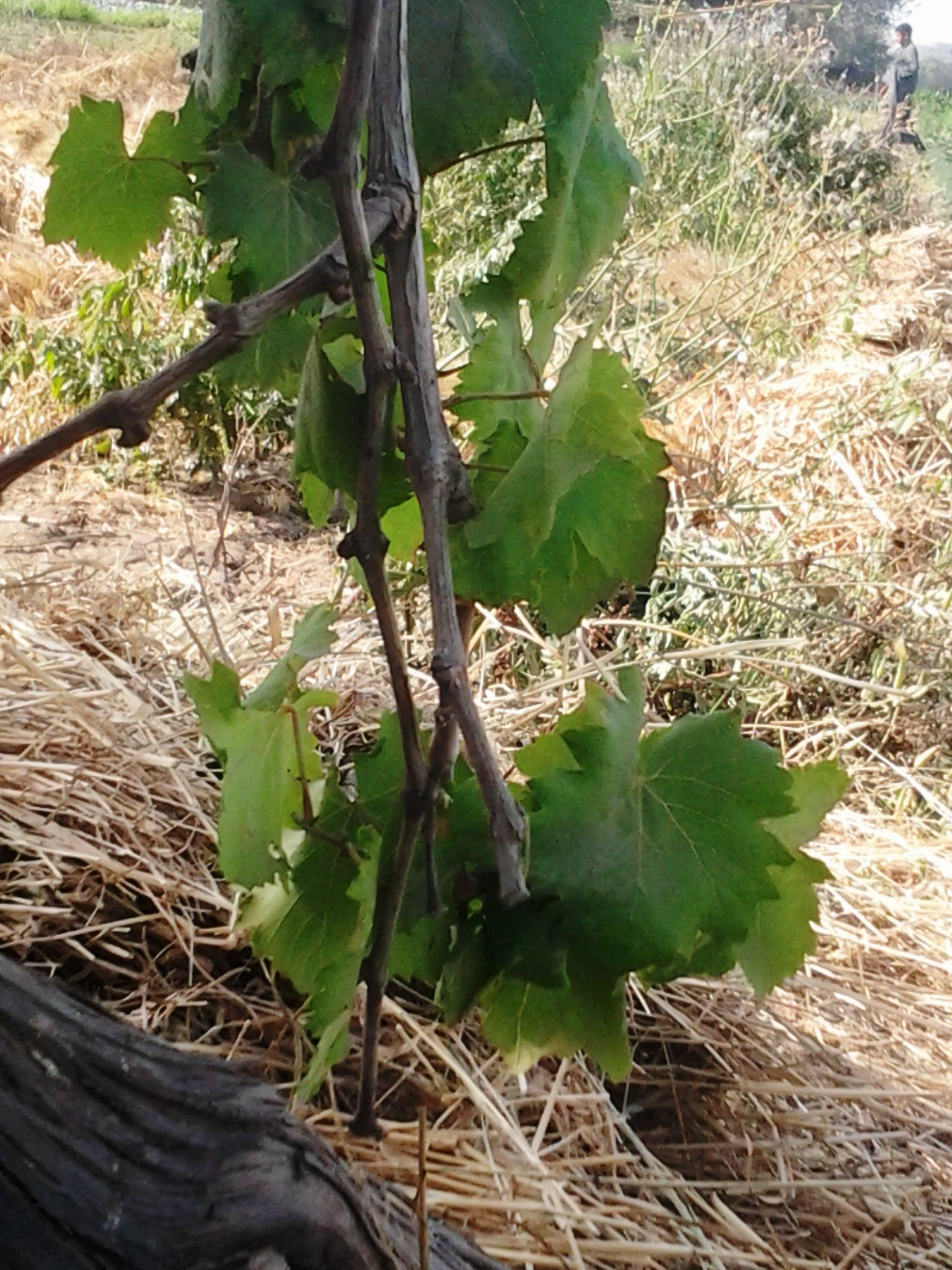
ورق نبات العنب
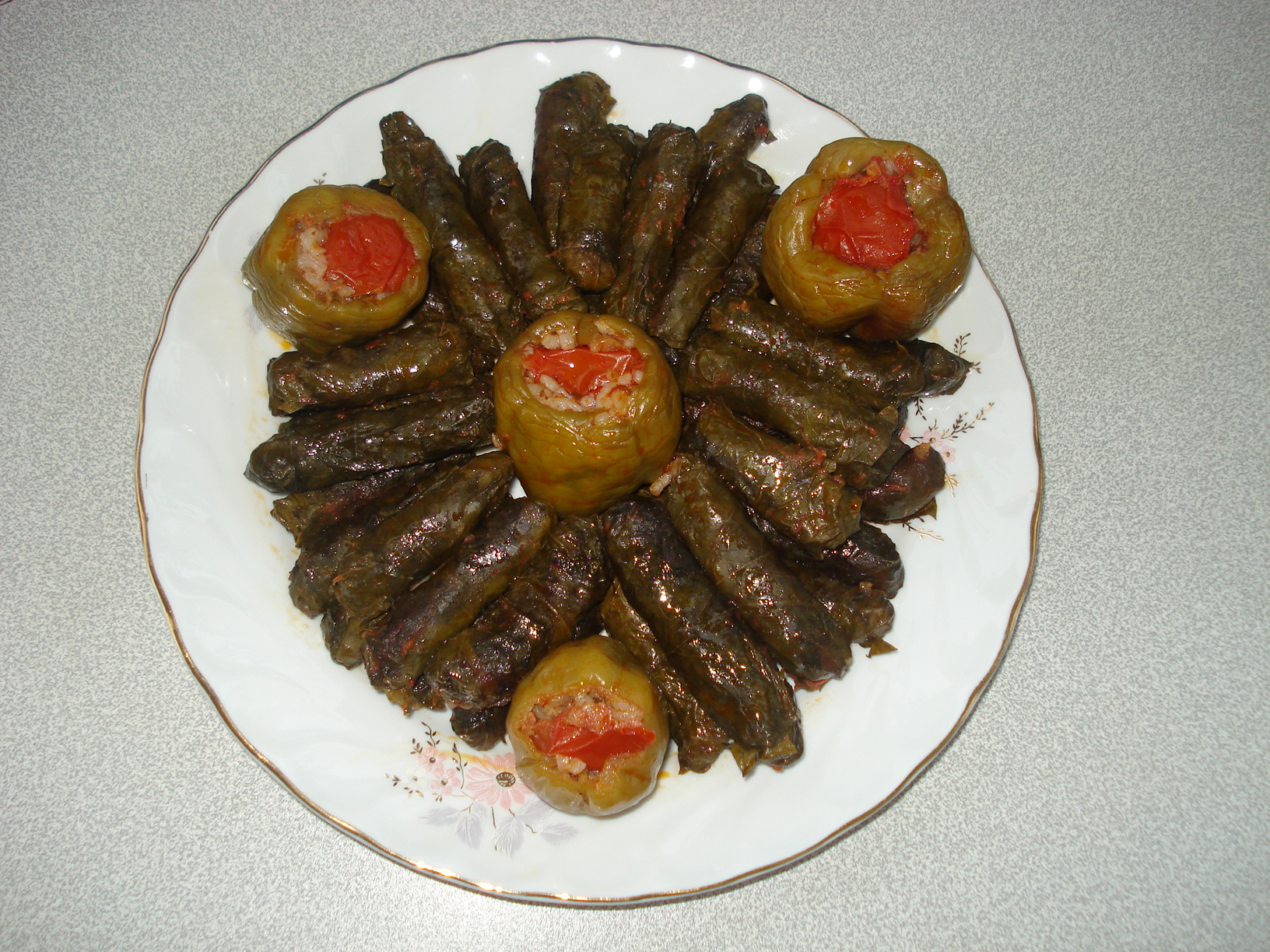
دولمة ورق العنب والفلفل
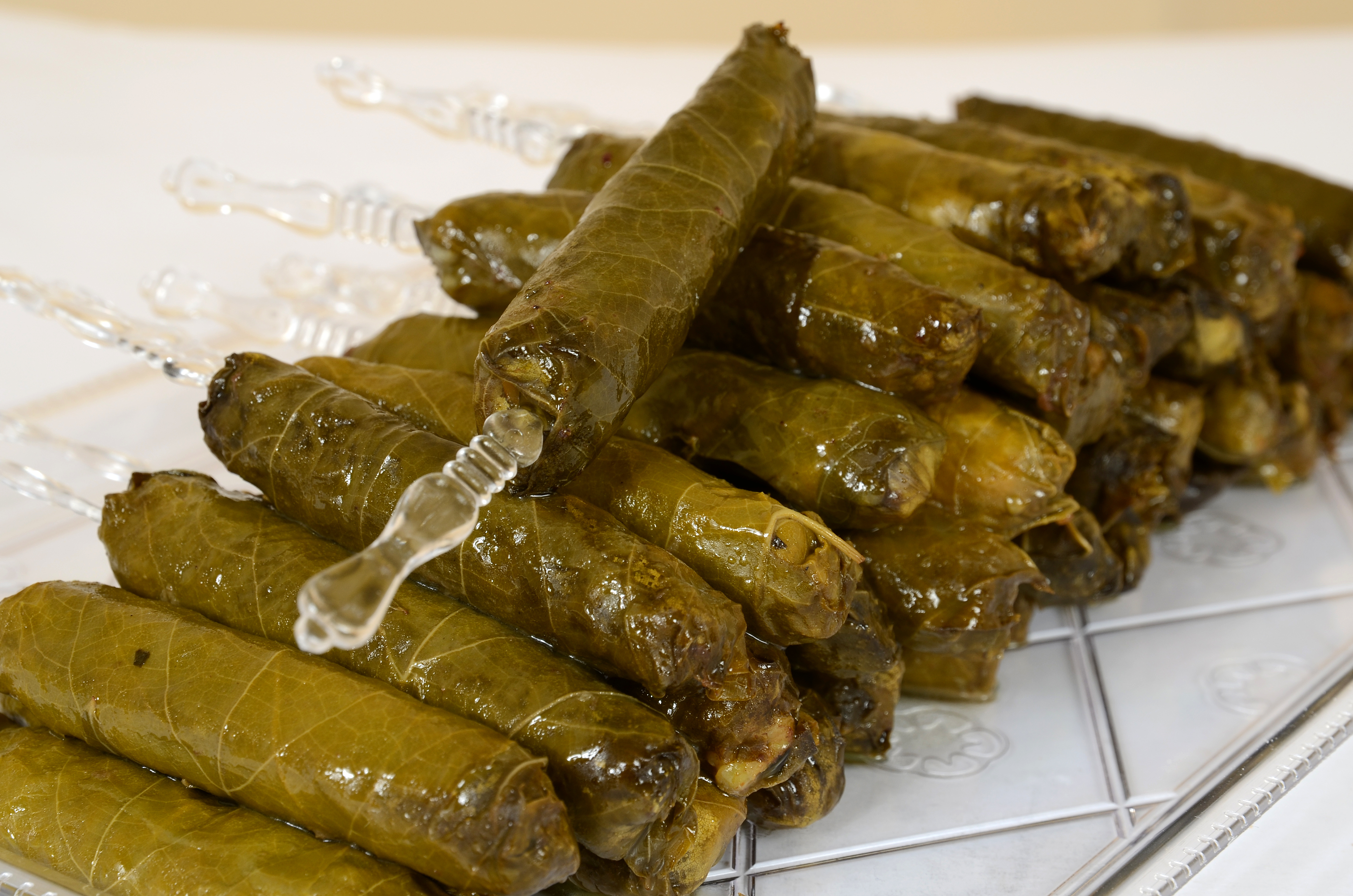
محشي ورق عنب (مقبلات)
طبق الدوالي أو ورق العنب في الأردن حيث تعتبر وجبة رئيسية أو ضمن عدد من الأطعمة ضمن الولائم التي تكون بين العائلات أو في شهر رمضان
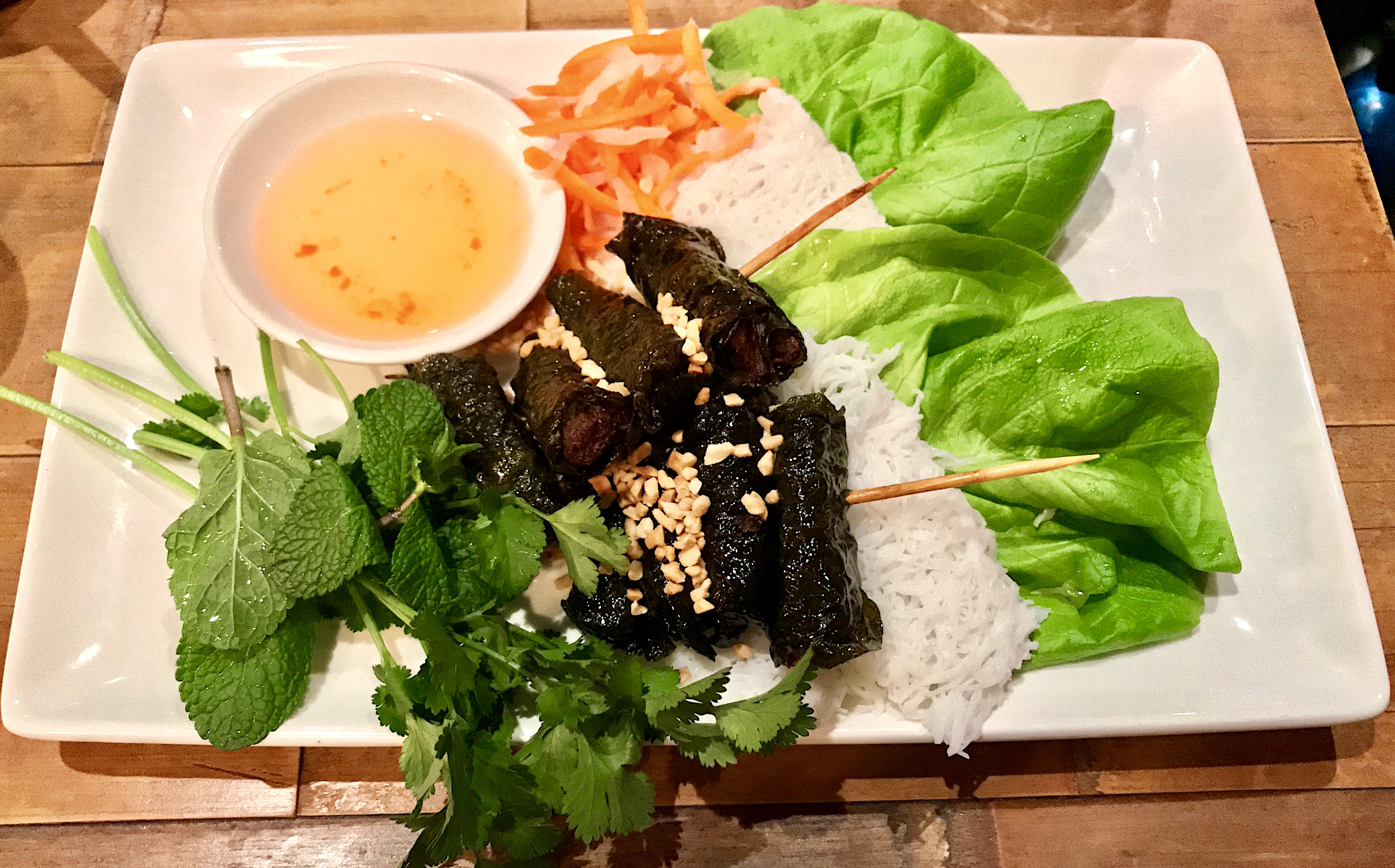
طبق ورق العنب الفيتنامي باو نونغ لالوت.
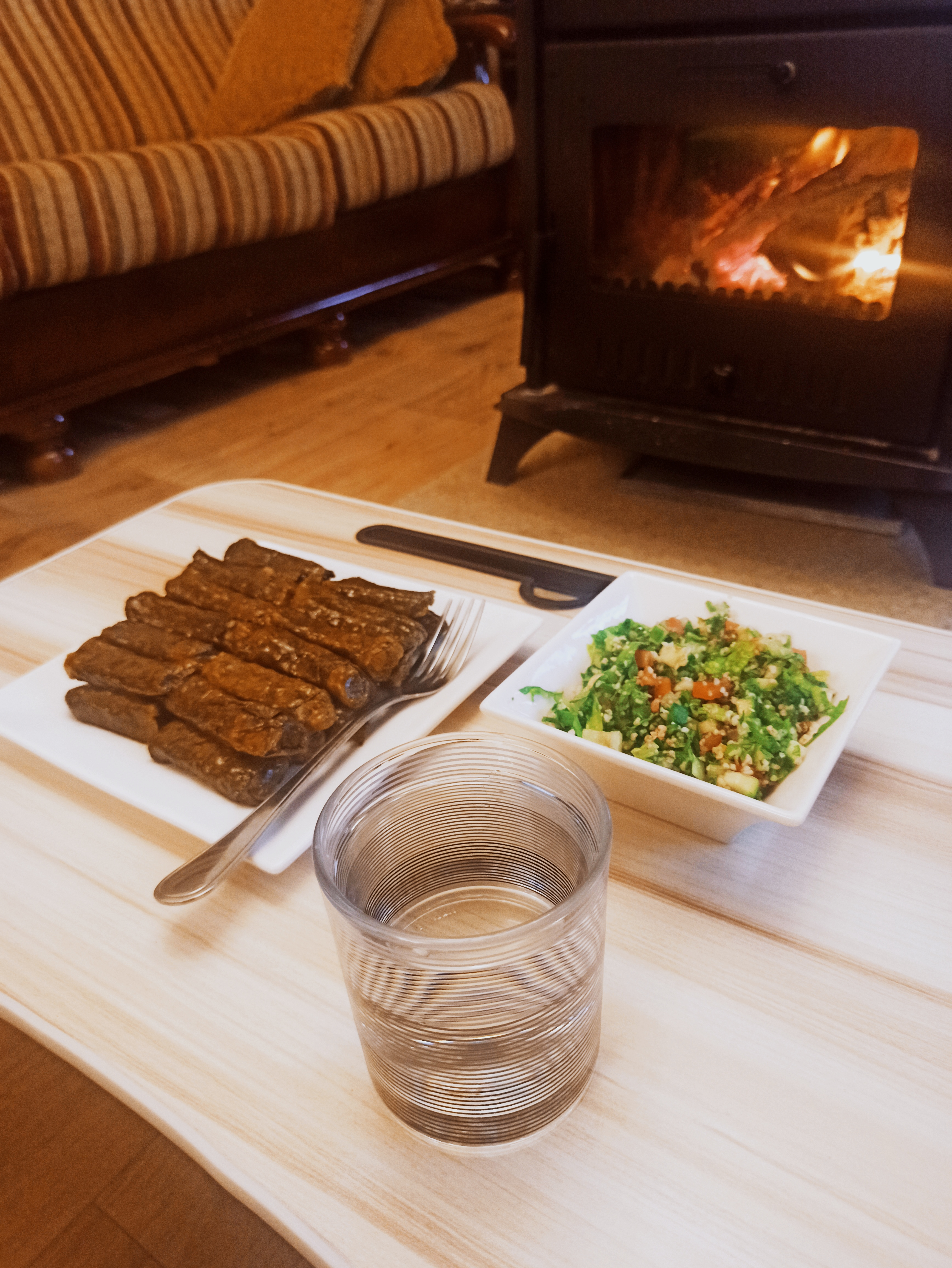
طبق اليالنجي (يختلف عن ورق العنب بأنه يخلو من اللحوم) وسلطة التبولة بالإضافة إلى كأس من الماء
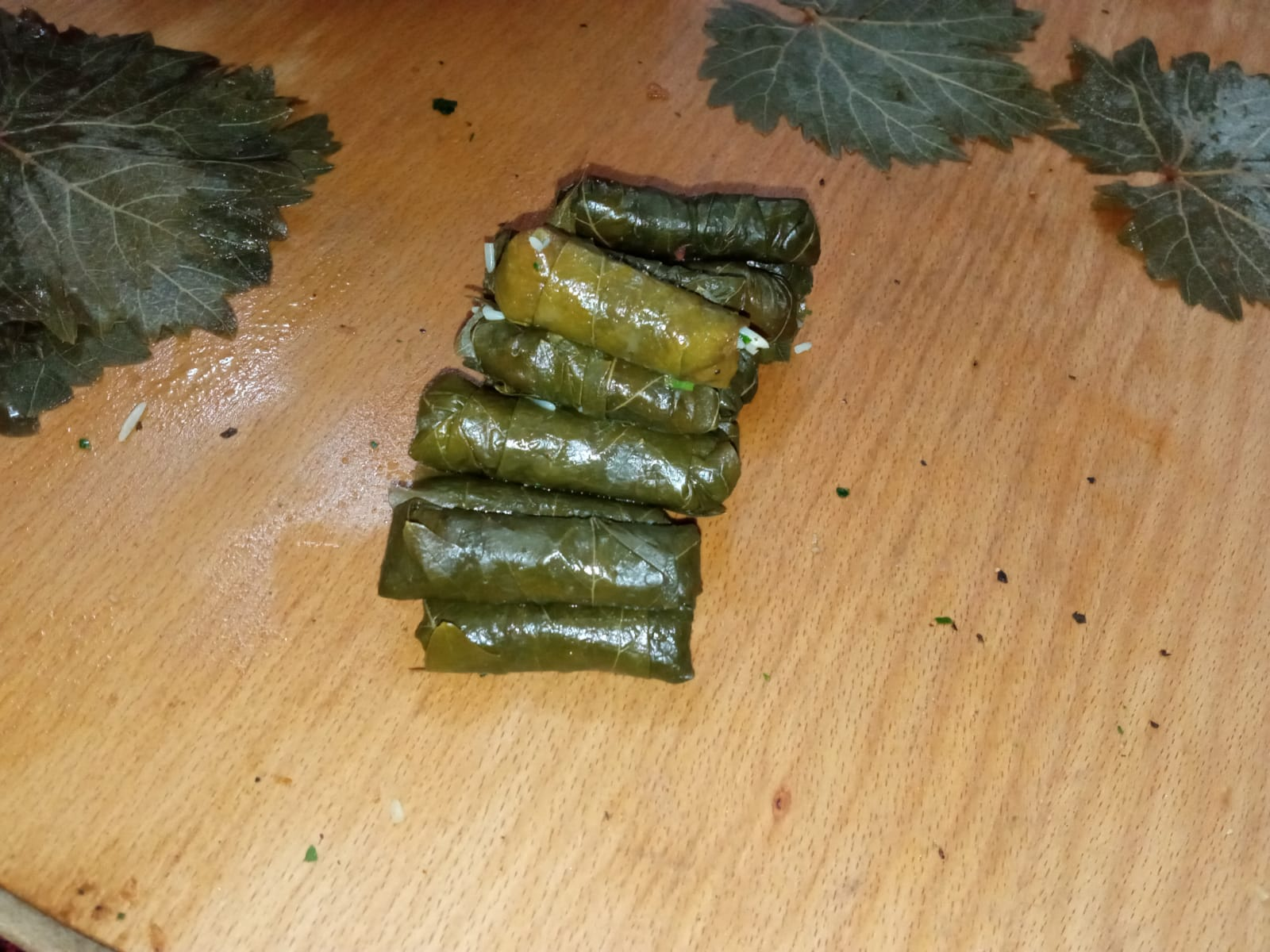
ورق العنب على الطريقة الفلسطينية
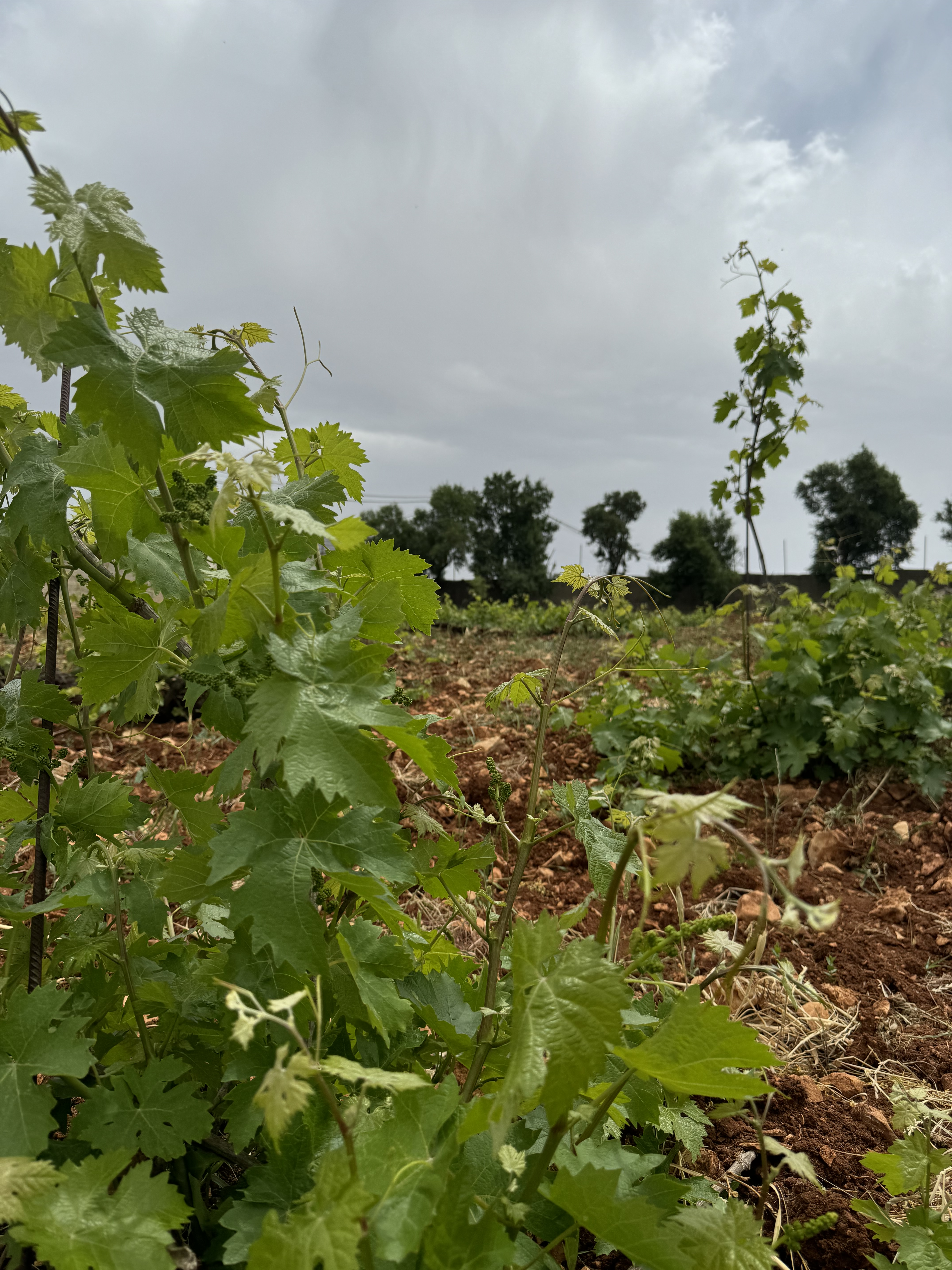
ورق العنب في فلسطين
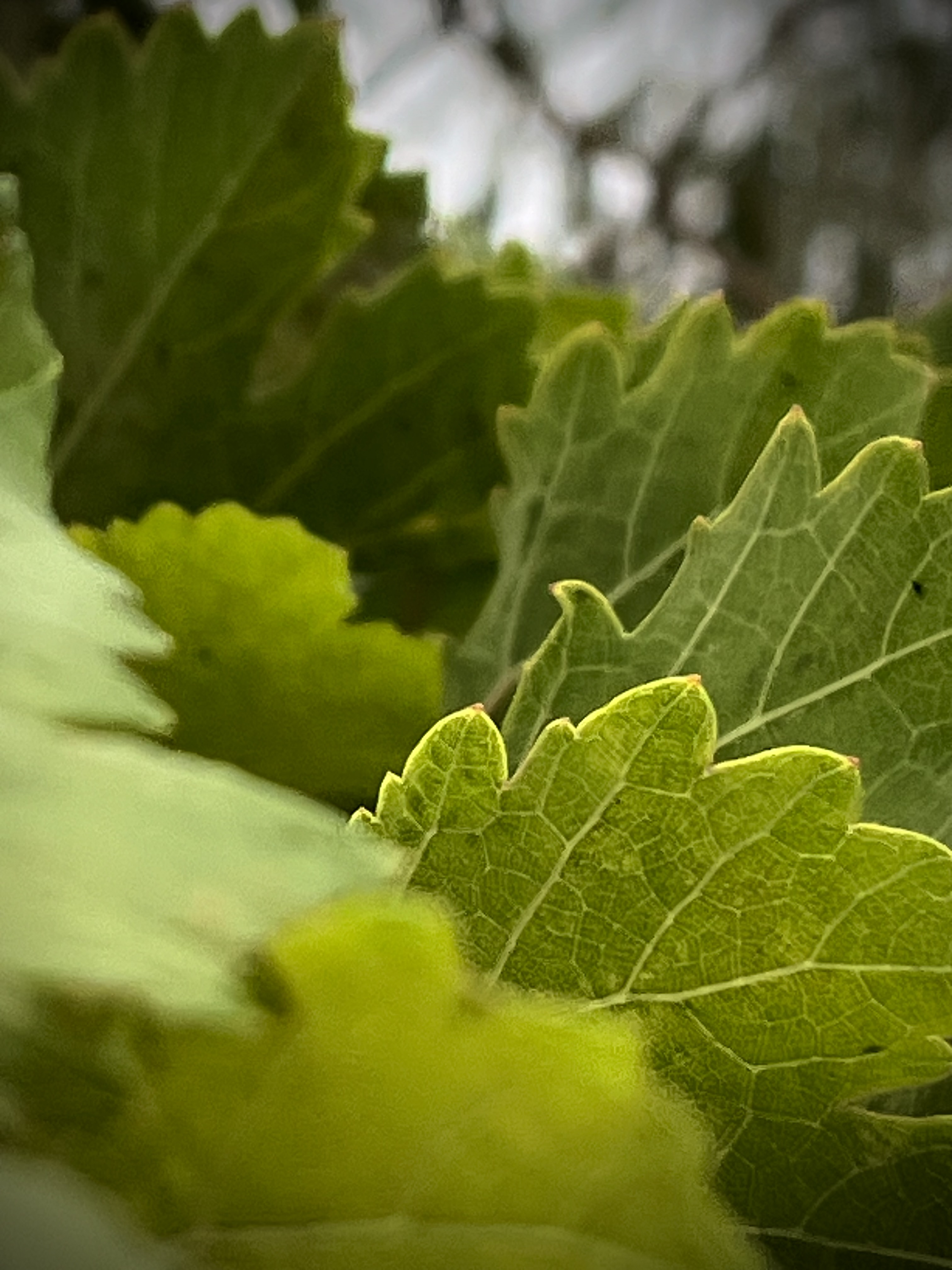

## وصلات خارجية
- فيديو: طريقة عمل محشي ورق العنب
- كوكباد: طريقة إعداد ورق العنب اليلنجي